# Coppa dell'Imperatrice 2010 (pallavolo)
La Coppa dell'Imperatrice 2010 si è svolta dal 16 al 23 dicembre 2010: al torneo hanno partecipato 24 squadre di club giapponesi e la vittoria finale è andata per la prima volta alle Denso Airybees.

## Regolamento
La competizione prevede che vi prendano parte 24 squadre, che si affrontano in gara secca per tutto il corso del torneo, dal primo turno alla finale. I club provenienti dalla V.Premier League scendono in campo solo da secondo turno.

## Partecipanti
| - Ageo Medics - Denso Airybees - Chukyo Daigaku - Forest Leaves Kumamoto - Furukawa Gakuen - Hiroshima Oilers - Hisamitsu Springs - Hokkaidō Kyōiku Daigaku | - JA Gifu Rioreina - JT Marvelous - Kaetsu Daigaku - Kagoshima Joshi - Kenshokai RedHearts - Kurobe AquaFairies - Kyōto Tachibana - NEC Red Rockets | - Kanoya Taiiku Daigaku - Okayama Seagulls - PFU BlueCats - Pioneer Red Wings - Sanyo Redthor - Toray Arrows - Toyota Queenseis - Tsukuba Daigaku |

## Torneo

### Primo turno
| 16 dicembre 2010 Yoyogi National Gymnasium, Tokyo Durata: ? - Spettatori: ? | PFU BlueCats           | 0 - 3 | Furukawa Gakuen         | 15-25, 19-25, 15-25              |
| 16 dicembre 2010 Yoyogi National Gymnasium, Tokyo Durata: ? - Spettatori: ? | Forest Leaves Kumamoto | 3 - 2 | Kyōto Tachibana         | 18-25, 25-20, 25-23, 22-25, 15-9 |
| 16 dicembre 2010 Yoyogi National Gymnasium, Tokyo Durata: ? - Spettatori: ? | Kaetsu Daigaku         | 3 - 0 | JA Gifu Rioreina        | 25-22, 25-19, 25-15              |
| 16 dicembre 2010 Yoyogi National Gymnasium, Tokyo Durata: ? - Spettatori: ? | Kenshokai RedHearts    | 0 - 3 | Kanoya Taiiku Daigaku   | 17-25, 19-25, 23-25              |
| 16 dicembre 2010 Yoyogi National Gymnasium, Tokyo Durata: ? - Spettatori: ? | Kurobe AquaFairies     | 3 - 0 | Hokkaidō Kyōiku Daigaku | 25-14, 25-21, 25-10              |
| 16 dicembre 2010 Yoyogi National Gymnasium, Tokyo Durata: ? - Spettatori: ? | Sanyo Redthor          | 1 - 3 | Tsukuba Daigaku         | 18-25, 25-22, 21-25, 21-25       |
| 16 dicembre 2010 Yoyogi National Gymnasium, Tokyo Durata: ? - Spettatori: ? | Hiroshima Oilers       | 2 - 3 | Kagoshima Joshi         | 25-22, 20-25, 16-25, 25-19, 9-15 |
| 16 dicembre 2010 Yoyogi National Gymnasium, Tokyo Durata: ? - Spettatori: ? | Ageo Medics            | 3 - 1 | Chukyo Daigaku          | 22-25, 25-16, 25-16, 25-19       |

### Secondo turno
| 17 dicembre 2010 Yoyogi National Gymnasium, Tokyo Durata: ? - Spettatori: ? | Hisamitsu Springs | 3 - 0 | Furukawa Gakuen        | 25-17, 25-20, 25-20        |
| 17 dicembre 2010 Yoyogi National Gymnasium, Tokyo Durata: ? - Spettatori: ? | Pioneer Red Wings | 3 - 0 | Forest Leaves Kumamoto | 27-25, 25-20, 25-14        |
| 17 dicembre 2010 Yoyogi National Gymnasium, Tokyo Durata: ? - Spettatori: ? | Denso Airybees    | 3 - 0 | Kaetsu Daigaku         | 26-24, 25-18, 26-24        |
| 17 dicembre 2010 Yoyogi National Gymnasium, Tokyo Durata: ? - Spettatori: ? | Toyota Queenseis  | 3 - 1 | Kanoya Taiiku Daigaku  | 25-17, 25-27, 25-16, 25-22 |
| 17 dicembre 2010 Yoyogi National Gymnasium, Tokyo Durata: ? - Spettatori: ? | JT Marvelous      | 3 - 0 | Kurobe AquaFairies     | 25-16, 25-13, 25-19        |
| 17 dicembre 2010 Yoyogi National Gymnasium, Tokyo Durata: ? - Spettatori: ? | Okayama Seagulls  | 3 - 0 | Tsukuba Daigaku        | 25-20, 25-23, 25-20        |
| 17 dicembre 2010 Yoyogi National Gymnasium, Tokyo Durata: ? - Spettatori: ? | Toray Arrows      | 3 - 0 | Kagoshima Joshi        | 25-15, 25-22, 25-7         |
| 17 dicembre 2010 Yoyogi National Gymnasium, Tokyo Durata: ? - Spettatori: ? | NEC Red Rockets   | 3 - 0 | Ageo Medics            | 25-22, 25-15, 25-12        |

### Quarti di finale
| 18 dicembre 2010 Yoyogi National Gymnasium, Tokyo Durata: ? - Spettatori: ? | Denso Airybees    | 3 - 0 | Okayama Seagulls  | 25-16, 25-19, 25-23        |
| 18 dicembre 2010 Yoyogi National Gymnasium, Tokyo Durata: ? - Spettatori: ? | JT Marvelous      | 3 - 1 | Toyota Queenseis  | 25-21, 24-26, 25-22, 25-23 |
| 18 dicembre 2010 Yoyogi National Gymnasium, Tokyo Durata: ? - Spettatori: ? | Hisamitsu Springs | 3 - 0 | NEC Red Rockets   | 25-18, 25-15, 25-19        |
| 18 dicembre 2010 Yoyogi National Gymnasium, Tokyo Durata: ? - Spettatori: ? | Toray Arrows      | 3 - 0 | Pioneer Red Wings | 26-24, 25-22, 25-15        |

### Semifinali
| 19 dicembre 2010 Yoyogi National Gymnasium, Tokyo Durata: ? - Spettatori: ? | Denso Airybees | 3 - 1 | JT Marvelous      | 25-23, 13-25, 25-21, 25-20 |
| 19 dicembre 2010 Yoyogi National Gymnasium, Tokyo Durata: ? - Spettatori: ? | Toray Arrows   | 3 - 0 | Hisamitsu Springs | 25-17, 25-18, 25-21        |

### Finale
| 23 dicembre 2010 Yoyogi National Gymnasium, Tokyo Durata: ? - Spettatori: ? | Denso Airybees | 3 - 2 | Toray Arrows | 21-25, 21-25, 25-22, 25-17, 15-13 |